# دارين هاردي
دارين هاردي (بالإنجليزية: Darren Hardy)‏ هو ناشر أمريكي، ولد في 1 فبراير 1971 في الولايات المتحدة.

## وصلات خارجية
- الموقع الرسمي